# Tenorblockflöte
Mit der Wiederbelebung der Blockflöte durch Arnold Dolmetsch wurde erneut eine Tenorblockflöte in C konstruiert, die in der äußeren Form und nach einigen Baukriterien barocken Instrumenten entsprach. Mit der Altblockflöte in F, der Bassblockflöte in F und der Sopranblockflöte in C vervollständigt sie die Familie der Blockflöten. Ihr Tonumfang beträgt c1−d3 (g3).

## Der Renaissancetypus
Bezüglich des Renaissancetypus ist die Tenorblockflöte durch Theoretiker (Sebastian Virdung, Michael Praetorius) und durch erhaltene Museumsinstrumente (Wiener Hofburg – Germanisches Nationalmuseum) gut belegt. Sie wird im Blockflötenconsort für die Mittelstimmen gebraucht, kann aber auch als Diskantinstrument in 8-Fuß-Lage eingesetzt werden.
Die theoretisch nicht belegte, aber in der Musik des Frühbarocks gut einsetzbare Altblockflöte in F erscheint alternativ als Diskantinstrument für höhere Blockflötenpartien, um die Höhe des Instruments nicht überzustrapazieren. Die Verwendung der Tenorblockflöte im Mittelalter ist ebenfalls nicht belegt, hat aber als wahrscheinlich zu gelten.

## Der Barocktypus
Im Barockzeitalter waren höhere Instrumente der Blockflötenfamilie als Solo- und Orchesterinstrumente üblich, dennoch wurden auch Tenorblockflöten in barocker Form gebaut. Die sogenannte „Voice-Flute“, eine Tenorblockflöte in d, hat den Vorteil, dass auf ihr Querflötenliteratur in der originalen Tonart gespielt werden kann, da sie im Tonumfang der barocken Traversflöte gleicht.

## Die Tenorblockflöte als Soloinstrument
Michael Praetorius bezeichnet Blockflöten als Vierfußinstrumente, die eine Oktave höher klingen als notiert. Diese Aussage ist interpretationsbedürftig und heißt, dass sich im Zusammenhang mit Blockflöten ein irgendwie gearteter Standardklang nur eine Oktave höher einstellt. In Klanglage ergibt sich daher ein besonderes Klangbild, das von der Norm abweicht. Ersetzt man also, sofern möglich, eine Oboe durch eine Tenorblockflöte, wird diese nicht nur zum Diskantinstrument, sondern es ändert sich die Klangfarbe. Gelegentlich wird der Ton der Tenorblockflöte als „etwas matt“ qualifiziert, was die Liebhaber des Instruments bestreiten.
Die Tenorblockflöte ist etwas weniger wendig als gleich große Diskantinstrumente. Gleiches gilt in besonderem Maße in Bezug auf die kleineren Blockflöten, weswegen Sopran- und Altblockflöte zum Konzert- bzw. Soloinstrument aufsteigen, während eine solistische Tenorblockflöte eher Kennern und Spielern mit großen Händen vorbehalten bleibt.

## Die moderne Tenorblockflöte
Die Tenorblockflöte bildet die dritte Stimme im Blockflötenchor bzw. -quartett. Das Blockflötenquartett ist aus historischen Formen nicht abzuleiten, eher aus dem zeitlosen Chor menschlicher Stimmen. Immer beliebter werden Blockflötenquartette in Klanglage, wobei die Tenorblockflöte zum Sopran wird. Hinzu treten Bass-, Großbass- und Subbassblockflöte. Historisch zu belegen ist auch dies nicht. Gelegentlich lassen sich aus den Partituren Quartette mit den Größen Alt-, Tenor-, Bass- und Großbass erschließen. Hier übernimmt die Tenorblockflöte die zweite Stimme.
Blockflötenbauer haben im 20. Jahrhundert nach neuen Bauformen gesucht, die dem Instrument mehr Klangfülle, Dynamik und einen größeren Tonumfang  verleihen. Im Bereich der Tenorblockflöte ist hier zuerst der niederländische Blockflötenbauer Maarten Helder zu nennen, der mit seiner rein überblasenden Tenorblockflöte neue Wege beschritt. Das Instrument ist nach dem Prinzip der harmonischen Blockflöten mit rein stimmenden Obertönen konstruiert. Diese Blockflöte wird heute unter anderem von den Firmen Mollenhauer in Fulda und Moeck in Celle vertrieben, auch in Alt-Versionen.
Einen weiteren Versuch der Fortentwicklung der Tenorblockflöte unternahm der französische Blockflötenbauer Philippe Bolton mit der modernen Tenorblockflöte. Es handelt sich um eine traditionell konzipierte Tenorblockflöte, die mit einer Fußstückklappe für die Ausblasöffnung versehen wird. Dies erweitert deren Tonumfang insbesondere in der Höhe in die dritte Oktave hinein und begünstigt die Erzeugung von Mehrklängen. Eine Variante dieser Tenorblockflöte ist die elektroakustische Blockflöte, an deren Kopfstück ein in eine Bohrung eingeführtes Mikrofon befestigt wird. Hierdurch ist die Abnahme des Tones mit speziellem fremdartigen Klang möglich. Die übliche Mikrofonierung im Raum würde jedoch viel natürlicher klingen. Über einen steuerbaren Mikrofonvorverstärker wird der Ton weitergeleitet, beispielsweise an einen Verstärker. Das Ergebnis ist ein dynamisch angehobener Ton, der sich günstiger in ein gemischtes Ensemble einfügt. Möglicherweise eröffnet sich hier ein erhebliches Potenzial zur elektronischen Weiterverarbeitung des Klanges, das von Interpreten und Komponisten noch zu entdecken wäre.